# Ehrenzeichen des Landes Kärnten

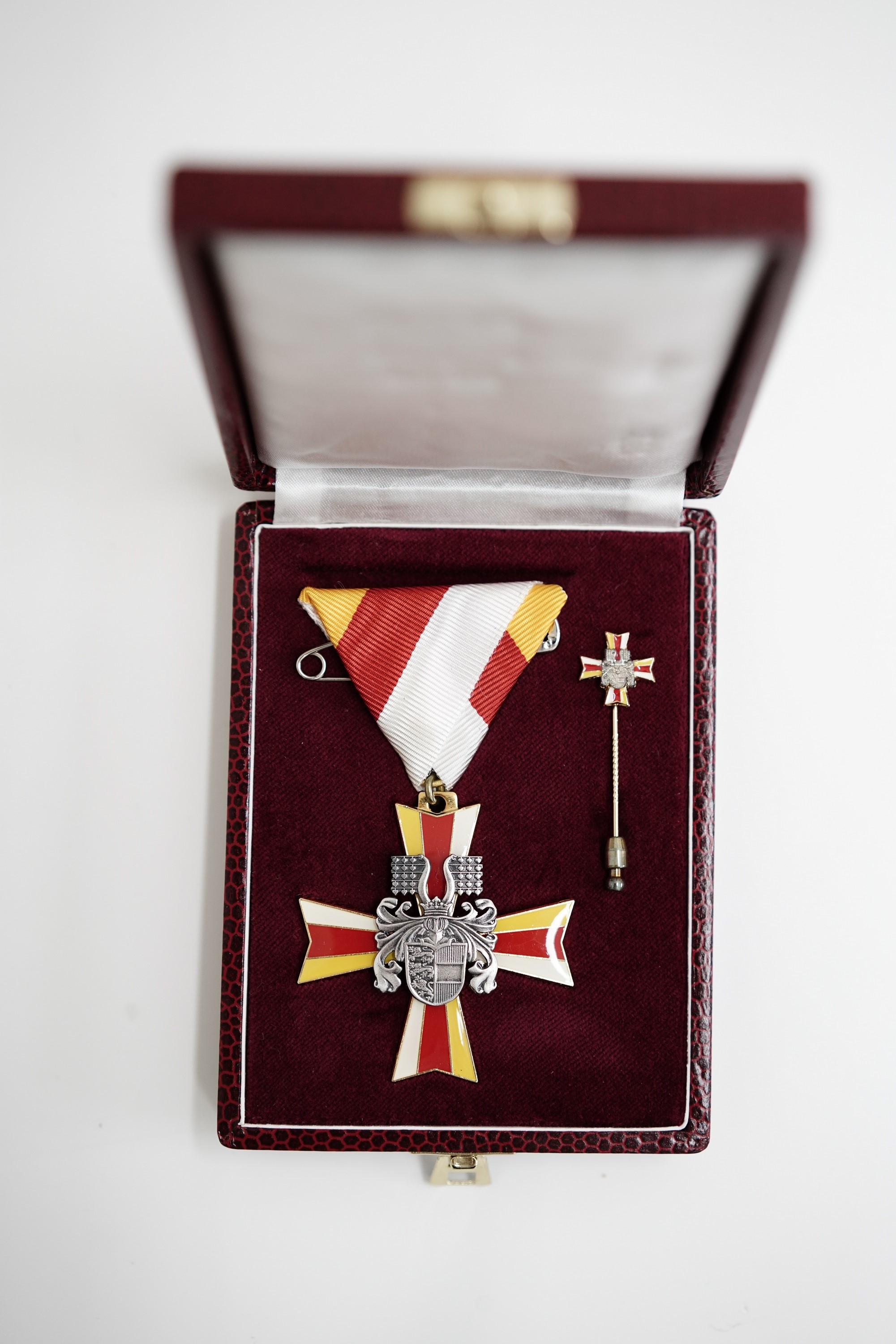
Ehrenzeichen des Landes Kärnten

Das Ehrenzeichen des Landes Kärnten ist eine bedeutungsvolle Ehrung, die vom Bundesland Kärnten vergeben wird. Die Vergabe der verschiedenen Stufen erfolgt durch den Landeshauptmann oder in seinem Namen. Das Ehrenzeichen ist unter dem Kärntner Landesorden angesiedelt.

## Ordensstufen
Das Ehrenzeichen wird in drei Stufen vergeben:

### Großes Goldenes Ehrenzeichen des Landes Kärnten
Das Große Goldene Ehrenzeichen des Landes Kärnten ist eine Halsdekoration und wird auf einem gelb-rot-weißen Band mit 4 cm Breite getragen. Das Kleinod besteht aus einem vierteiligen, golden bordierten, gleichschenkeligen Kreuz mit acht Spitzen und einer Breite und Höhe von 5 cm. Auf dem Kreuz befindet sich das Kärntner Landeswappen.

### Großes Ehrenzeichen des Landes Kärnten
Das Große Ehrenzeichen des Landes Kärnten ist eine Steckdekoration und wird auf der linken Brustseite getragen. Das Kleinod besteht aus einem vierteiligen, golden bordierten, gleichschenkeligen Kreuz mit acht Spitzen und einer Breite und Höhe von 4,5 cm. Das Kreuz liegt auf einem Strahlenstern mit 7 cm Durchmesser. Auf dem Kreuz befindet sich das Kärntner Landeswappen.

### Ehrenzeichen des Landes Kärnten
Das Ehrenzeichen des Landes Kärnten ist eine Brustdekoration und wird auf einem gelb-rot-weißen Band mit 4 cm Breite getragen. Das Kleinod besteht aus einem vierteiligen, golden bordierten, Kreuz mit acht Spitzen und einer Breite und Höhe von 4,5 cm. Auf dem Kreuz befindet sich das Kärntner Landeswappen.